# Jan Maxmilián z Lambergu

Johann Maximilian von Lamberg

Jan Maxmilián z Lambergu (německy Johann Maximilian Nepomuk Reichsgraf von Lamberg-Steyr; 23./28. listopadu 1608 Brno – 12./15. prosince 1682 Vídeň) byl rakouský šlechtic, diplomat a dvořan. Ve službách Habsburků vynikl v mírových jednáních v závěru třicetileté války, později ve vysokých úřadech patřil k vlivným osobnostem císařského dvora. Kromě zisku hraběcího titulu (1641) rozšířil rodový majetek v různých částech monarchie, mimo jiné koupil Kunštát na Moravě.
Pocházel ze starobylého rodu Lambergů připomínaného od 14. století, mimo jiné byl synovcem pražského arcibiskupa Karla z Lamberka. Otec Jana Maxmiliána Jiří Zikmund (1565–1632) byl nejvyšším hofmistrem císařovny Anny a ze tří manželství měl celkem čtrnáct dětí. Jeho třetí manželkou a matkou Jana Maxmiliána byla Giovanna della Scala (Johanna von der Leiter, 1574–1649), vdova po Zikmundovi z Ditrichštejna. Toto blízké spojení s předním šlechtickým rodem pomohlo Lambergům v 17. století k budování prestižního postavení u dvora.

## Mládí a vestfálský mír
Jan Maxmilián Nepomuk říšský hrabě z Lamberka se narodil v Brně, což souvisí s tím, že otec tehdy ve službách Rudolfa II. blízce spolupracoval s olomouckým biskupem Františkem Ditrichštejnem. Studoval práva ve Vídni a podnikl kavalírskou cestu po Evropě, navštívil Itálii, Francii a Španělsko, během studií a cest si osvojil znalost několika jazyků. Po návratu do Vídně byl jmenován císařským komořím, jako voják se pak zúčastnil několika bitev třicetileté války. Již jako říšský dvorský rada se v roce 1636 zúčastnil korunovace Ferdinanda III. římským králem a při té příležitosti byl spolu s mladším bratrem Janem Vilémem (1610–1647) povýšen do hraběcího stavu, diplom na titul říšských hrabat byl však vydán až v roce 1641.
Již od třicátých let jako člen říšské dvorské rady se Lamberg věnoval zahraniční politice, od roku 1644 byl jedním z císařských vyslanců v Osnabrücku, kde byla zahájena mírová jednání o ukončení třicetileté války. Zatímco Švédsko se tehdy snažilo zvrátit výsledek války vpádem na Moravu a později do Prahy, Lamberg absolvoval řadu náročných jednání se švédským kancléřem Axelem Oxenstiernou. Lamberg byl spoluautorem a signatářem závěrečné mírové smlouvy označované jako vestfálský mír.

## Kariéra u dvora
Po návratu do Vídně se stal nejvyšším komorníkem arcivévody Leopolda, několik let pak hájil zájmy rakouských Habsburků jako vyslanec v Madridu (1653–1660), kde měl jako oblíbenec císařského dvora k dispozici nadstandardní finanční prostředky na reprezentaci. V letech 1661–1675 byl nejvyšším komorníkem císaře Leopolda I. a po nuceném odchodu knížete Václava Eusebia Lobkovice završil svou kariéru jako císařský nejvyšší hofmistr a člen tajné státní konference (1675–1682).
V roce 1662 získal pro svůj rod dědičný post nejvyššího štolby v Kraňsku, podobně v roce 1675[zdroj?] obdržel dědičný úřad nejvyššího komorníka v Horních Rakousích. V roce 1655 byl jmenován rytířem Řádu zlatého rouna, udělení tohoto prestižního ocenění bylo dozvukem jeho účasti na ukončení třicetileté války. V literatuře je popisován jako čestný a vzdělaný šlechtic, který neměl sklon k intrikaření a díky dlouhodobé důvěře císaře Leopolda I. patřil řadu let k významným osobnostem habsburské monarchie druhé poloviny 17. století.

## Majetkové poměry a rodina
Po otci zdědil statky v Rakousku, mimo jiné Kitzbühel se zámkem Lebenberg v tyrolských Alpách, po matce převzal panství Amerang v Bavorsku. V roce 1666 získal do dědičného vlastnictví Steyr a zdejší zámek Lamberg byl později jedním z nejhonosnějších sídel v Horních Rakousích. Ze svých statků v rakouských zemích vytvořil v roce 1669 fideikomis. V roce 1678 koupil na Moravě panství Kunštát, které vzápětí předal svému synovi Kašparu Bedřichovi (1648–1686).
V roce 1635 se ve Vídni oženil s Jitkou Rebekou Bruntálskou z Vrbna (1612 Kvasice – 16. 3. 1690 Vídeň) a měl s ní deset dětí. Cílevědomou sňatkovou politikou vytvářel z rodiny vlivný aristokratický klan, pět jeho dcer se v 60. letech 17. století provdalo za významné osobnosti císařského dvora (Jindřich Vilém ze Starhembergu, Ferdinand Bonaventura z Harrachu, Jan Adam Hrzán z Harasova), ze synů dosáhl nejvyšších postů nejmladší Jan Filip (1651–1712), kardinál a kníže-biskup v Pasově.
Jan Maxmilián Lamberg zemřel ve Vídni v prosinci 1682 a i s manželkou je pohřben v kostele sv. Augustina.